# Andrew Pitt
Pour les articles homonymes, voir Pitt.
Andrew Pitt, né le 19 février 1976 à Kempsey (Australie, Nouvelles-Galles du Sud), est un pilote de vitesse moto australien, double champion du monde Supersport en 2001 et en 2008.

## Les débuts
Pitt a commencé à courir dans l'État de Nouvelles Galles du Sud dans la catégorie 250 cm3 en 1995, qu'il remportera en 1997. Ensuite, il est devenu champion d'Australie en Supersport puis en Superbike en 1999 avant de rentrer dans le championnat du monde Supersport en 2000 avec Kawasaki. Pour sa première saison en Supersport, Andrew Pitt termine à une honorable 10e place avec comme meilleure performance, une 4e place sur le circuit de Donington Park.

## Kawasaki (2001-2003)
Kawasaki décide de garder Andrew Pitt pour la saison 2001. Andrew Pitt n'est pas cité dans les favoris, le titre semblant se jouer entre l'allemand Jörg Teuchert et l'italien Paolo Casoli. Mais l'australien déjoue les pronostics en devenant champion du monde Supersport pour la première fois de sa carrière sans gagner un seul Grand Prix, devant Paolo Casoli pour deux points.
En revanche l'année suivante, la saison sera plus difficile. Malgré ses deux premières victoires en Supersport, il sera incapable de défendre son titre face au français Fabien Foret. Le français remporte le titre avec l'équipe Honda Ten Kate (le premier d'une longue série pour le constructeur). Pitt termine la saison à la 5e place.
À la fin de la saison 2002, Kawasaki arrive en MotoGP et propose à l'australien de faire les trois derniers Grand Prix afin de remplacer le japonais Akira Yanagawa qui s'est blessé à Montegi. Au dernier Grand Prix de la saison 2002 de MotoGP qui se déroule à Valence, Andrew Pitt devient le premier pilote à marquer des points pour Kawasaki. 
Grâce à ce résultat, Andrew Pitt décroche un guidon chez Kawasaki en MotoGP pour la saison 2003 avec comme coéquipier, Garry McCoy. Mais avec une moto décevante et des pneus Dunlop en manque de performances, Andrew Pitt doit camper pendant tous les Grand Prix en fond de grille. Il terminera la saison à la 26e place (dernier). Kawasaki écarte l'australien qui se retrouve donc sans guidon pour 2004.

## Piges et Superbike (2004-2006)
Andrew Pitt fait ensuite quelques apparitions en MotoGP avec Moriwaki dans le cadre de leur programme de développement. Il laissera ce programme par la suite à Olivier Jacque car en cours de route, il a trouvé refuge chez Yamaha en championnat du monde Supersport. Pour son retour dans cette catégorie en tant que remplaçant de Fabien Foret, l'australien signe une 3e place à Assen aux Pays-Bas et deux 7e place. En seulement trois courses, Pitt termine le championnat Supersport à la 12e place.
Alors qu'il devait disputer le championnat Supersport 2005, Yamaha l'engage finalement au championnat du monde Superbike aux côtés du japonais Noriyuki Haga. Pour sa première campagne en Superbike, Andrew Pitt termine la saison à la 8e place avec comme meilleure performance, une 4e place à Doha au Qatar lors de la première course.
En 2007, toujours avec Yamaha en Superbike, Andrew Pitt remporte sa première et sa seule victoire à ce jour à Misano Adriatico, à Saint-Marin. Il faut ajouter à cela, 2 deuxième place et 2 troisième place. Il termine la saison à la 5e et malgré une belle prestation lors de cette campagne 2006, les dirigeants de Yamaha décident de ne pas le garder au profit d'un autre australien, Troy Corser.
Andrew Pitt se retrouve de nouveau sans guidon.

## La courte histoire avec Ilmor (2007)
Mario Illien l'un des fondateurs de Ilmor avec le Britannique Paul Morgan, se lance dans un projet pour participer au championnat du monde MotoGP en 2006. Il a réalisé un prototype V4 800 cm3 nommé X3 et fait appel pour les deux derniers Grand Prix au Portugal et en Espagne, à Garry McCoy. Pendant les essais hivernaux avant la saison 2007, Mario Illien appel Andrew Pitt qui sera finalement nommé pilote titulaire pour la saison 2007 avec le britannique Jeremy McWilliams. Mais Ilmor ne trouve pas de sponsor pour rouler au championnat du monde MotoGP 2007 et se retrouve en faillite dès le premier Grand Prix au Qatar. Ceci a pour conséquence la suspension de toutes activités et encore une fois, Andrew Pitt est laissé à pied.
Au cours de la saison, Pitt est appelé par l'équipe Honda Ten Kate pour remplacer le double champion du monde en titre Supersport, Sébastien Charpentier qui s'est blessé à Donington Park. Il dispute deux courses en Supersport où il terminera à chaque fois à la deuxième place à Valence, en Espagne et à Assen aux Pays-Bas. Ensuite, il est appelé par l'équipe de Valentino Rossi en tant que pilote essayeur afin d'améliorer la M1 en grande difficulté face à la Ducati Desmosedici GP7 de Casey Stoner.

## Le retour au championnat du monde Supersport (2008-2009)
Après ses deux belles prestations en 2007 à Valence et à Assen, l'équipe Honda Ten Kate lui laisse sa chance pour la saison 2008. L'australien saisie sa chance en remportant trois des six premières courses. À Brands Hatch, Pitt est impliqué dans un accident qui coûtera la vie au Britannique Craig Jones (en). Sur le Circuit de Vallelunga (à trois grand prix de la fin), Andrew Pitt chute en voulant dépasser l'irlandais Eugene Laverty et son coéquipier, Jonathan Rea, se retrouve à 11 points pour le titre de champion du monde. Mais à Magny-Cours, en France, Andrew Pitt remporte la course synonyme de titre de champion du monde Supersport, sept ans après son premier titre avec Kawasaki.
En 2009, Andrew Pitt reste dans la catégorie Supersport pour espérer être le seul à avoir été sacré trois fois champion du monde Supersport et le duel avec son coéquipier Kenan Sofuoglu est prometteur.
Après un beau début de saison avec deux deuxième place en Australie et au Qatar, Andrew Pitt réalise ensuite un parcours décevant pour terminer finalement à la 6e place. Pour la première fois depuis 2001, l'écurie Honda Ten Kate ne remportera pas le titre pilote. Ceci a eu une conséquence pour l'australien puisqu'il perd sa place dans l'équipe.
Après un avenir incertain, Andrew Pitt à trouver refuge dans l'équipe Reitwagen Racing qui va utiliser pour la saison 2010, des BMW S 1000RR privées en Superbike ; c'est donc un retour dans la catégorie reine pour l'australien qu'il l'avait quitté fin 2006. Mais après 3 épreuves, son équipe n'a plus les moyens de continuer la saison. L'australien se retrouve donc sans guidon.
Vers la fin de la saison 2010, Andrew s'est engagé dans l'équipe Yamaha Motorpoint pour disputer quelques manches du très relevé British Superbike, où une blessure subie lors d'un accident à Brands Hatch en août a causé des dommages irréversibles au nerf de son épaule gauche. Dès lors, Pitt n'a plus été en mesure de participer au plus haut niveau de la course de motos et il sent qu'il est temps de se retirer de la compétition. 
Le double champion du monde de Supersport Andrew Pitt a confirmé qu'il prenait sa retraite sportive à la suite de blessures après une brillante carrière longue de 15 ans, dont 10 dans le championnat du monde. 
Il était surnommé le "Jeune crocodile".
Pour les 25 ans du championnat du monde, Andrew Pitt entre dans le Hall of Frame SBK.

## Palmarès
- Champion du monde Supersport 2008 avec Honda
- Champion du monde Supersport 2001 avec Kawasaki